# Stictoptera rhabdota
Stictoptera rhabdota är en fjärilsart som beskrevs av Louis Beethoven Prout 1927. Stictoptera rhabdota ingår i släktet Stictoptera och familjen nattflyn. Inga underarter finns listade i Catalogue of Life.